# Matilde Muñoz Sampedro
Matilde Muñoz Sampedro (Madrid, 2 de març de 1900- Madrid, 14 d'abril de 1969) va ser una actriu espanyola.

## Biografia
Va néixer a Madrid, filla de Miguel Muñoz Sanjuán i de Catalina Sampedro Álvarez, en una família d'artistes; era germana de les també actrius Mercedes i Guadalupe Muñoz Sampedro i la seva tia, Mercedes Sampedro, fou la primera actriu de la saga.
Els seus pare tenien una botiga d'antiguitats i quan la van haver de tancar, tres de les quatre germanes van iniciar-se en el teatre, seguint les passes de la seva tia Mercedes, Matilde Muñoz Sampedro debutà en el teatre als vuit anys i desenvolupà una notable carrera teatral; arribà a formar companyia pròpia, després d'haver passat per les de Rosario Pino i Carmen Díaz.
El 1944 interpretà la primera película, la comèdia Tuvo la culpa Adán. Gairebé sempre en papers de dona enèrgica i de caràcter fort, es va convertir en una de les actrius de repartiment més sòlides del cinema espanyol les dues dècades següents, encara que potser fou menys prolífica que la seva germana Guadalupe.
Casada el 1918 amb l'actor Rafael Bardem, els seus fills Juan Antonio –a les ordres del qual va treballar en diverses ocasions– i Pilar s'han dedicat igualment al cinema.

## Filmografia (selecció)[5]
- La luna vale un millón (1945).
- Luis Candelas, el ladrón de Madrid (1947).
- Revelación (1948).
- Esa pareja feliz (1951).
- Puebla de las mujeres (1952).
- Sor intrépida (1952).
- Cabaret (1953)
- Cómicos (1953).
- Felices Pascuas (1954).
- Señora ama (1954).
- Muerte de un ciclista (1955).
- El canto del gallo (1955).
- Calle Mayor (1956).
- El último cuplé (1957).
- La guerra empieza en Cuba (1957).
- Faustina (1957).
- Historias de Madrid (1958).
- Aquellos tiempos del cuplé (1958).
- Una mujer para Marcelo (1958).
- Un ángel tuvo la culpa (1960).
- Melocotón en almíbar (1960).
- Cariño mío (1961).
- Don José, Pepe y Pepito (1961).
- Canción de juventud (1962).
- Noches de Casablanca (1963).
- La chica del gato (1964).
- Tú y yo somos tres (1964).
- Bohemios (1968).
- Esa mujer (1969).

## Teatre[6]
- Don Juan Tenorio (1942) , de José Zorrilla
- Retazo (1942), de Dario Nicodemi
- Salón de té (1942), de Luis de Vargas
- Baile en capitanía (1944), de Agustín de Foxá
- Vestida de tul (1944), de Carmen de Icaza
- A todo color (1950), de Federico Romero; Guillermo Fernández-Shaw; Rafael Fernández Shaw
- Don José, Pepe y Pepito (1952), de Juan Ignacio Luca de Tena
- La importancia de llamarse Ernesto (1952), de Oscar Wilde
- El caso de la señora estupenda (1953), de Miguel Mihura
- El patio (1953), de los Hermanos Álvarez Quintero
- El agujero (1963), de Juan José Alonso Millán
- Carmelo (1964), de Juan José Alonso Millán
- ...Pero en el centro el amor (1968), de José María Pemán